# 奈良ゆい
奈良 ゆい（1997年4月1日 - ）は、日本の女性シンガーソングライター。現在大学に通いながら音楽活動を行っている。日本最大級の楽器専門店であるイケベ楽器のU-22ライブイベント「YOUNG GENERATION U-22 Vol.6」で、グランプリ＆アコースティック賞をW受賞した。

## 来歴
- 2012年 citronmacaronという名前でライブ活動を開始。
- 2015年7月 奈良ゆいに改名。
- 2017年1月6日 - イケベ楽器が開催するYOUNG GENERATION U-22 Vol.6でグランプリ＆アコースティック賞をW受賞[1]。
- 2017年1月14日 - 伊藤楽器船橋店 TaylorGuitar テイラーロードショーに出演[2]。

## 人物・エピソード
- 悩み:  エイプリルフール生まれなのに嘘がつけない
- 高校時代、周囲に内緒でライブハウス(学芸大学メープルハウス等)に出演する。
- YOUNG GENERATIONグランプリ＆アコースティック賞の賞品でギターを3本獲得している[3]。

## 使用楽器

### ギター
アコースティック弾き語りライブではTaylorを愛用している(Taylor314ce & 114ce)。
- Taylor 314ce
- Taylor 114ce Japan Ltd
- Gibson Memphis Larry Carlon ES-335
- Fender American Standard Stratocaster, Maple Fingerboard, 3-Color Sunburst

## 作品

### アルバム
| #  | タイトル    | 作詞 | 作曲・編曲 | 時間  |
| -- | ----------- | ---- | ---------- | ----- |
| 1. | 「tsukiyo」 |      |            | 04:46 |
| 2. | 「sankaku」 |      |            | 05:20 |

| #  | タイトル         | 作詞 | 作曲・編曲 | 時間  |
| -- | ---------------- | ---- | ---------- | ----- |
| 1. | 「レイトショー」 |      |            | 04:41 |
| 2. | 「k」            |      |            | 02:29 |
| 3. | 「nagatsuki」    |      |            | 03:24 |
| 4. | 「eighteen」     |      |            | 06:56 |

| #  | タイトル       | 作詞 | 作曲・編曲 | 時間  |
| -- | -------------- | ---- | ---------- | ----- |
| 1. | 「微熱」       |      |            | 03:00 |
| 2. | 「夜の蝉」     |      |            | 04:00 |
| 3. | 「渇いた炭酸」 |      |            | 04:58 |
| 4. | 「けむり」     |      |            | 04:58 |

## 出演

### ライブ映像
- 2015年12月26日、学芸大学メイプルハウス[4]
- 2016年3月20日、アミューあつぎ「ホール112」[5]
- 2017年1月6日、秋葉原クラブグッドマン[6]

### ライブ・イベント
（非常に数が多いため、公式ウェブサイトを参照のこと）

## 受賞歴・記録
- 2017年1月6日 - イケベ楽器YOUNG GENERATION U-22 Vol.6グランプリ＆アコースティック賞[7]。